# Брајтон (Тенеси)
Брајтон (енгл. Brighton) град је у америчкој савезној држави Тенеси.

## Демографија
По попису из 2010. године број становника је 2.735, што је 1.016 (59,1%) становника више него 2000. године.
| Група             | 2000.         | 2010.         |
| Белци             | 1.312 (76,3%) | 2.175 (79,5%) |
| Афроамериканци    | 355 (20,7%)   | 428 (15,6%)   |
| Азијати           | 8 (0,5%)      | 17 (0,6%)     |
| Хиспаноамериканци | 23 (1,3%)     | 63 (2,3%)     |
| Укупно            | 1.719         | 2.735         |